# Ramón Peón
Ramón Peón (ur. 5 czerwca 1887 w Hawanie, zm. 2 lutego 1971 w San Juan) – kubański reżyser, operator filmowy i dziennikarz. 
Zawodowo zajmował się chemią, początkowo pracował w przemyśle cukierniczym na Kubie, a od 1916 jako asystent w laboratorium filmowym w Hollywood. Z czasem kręcił też kroniki filmowe dla wytwórni w Gaumont. Na Kubę wrócił w 1919 i zajął się tam produkcją filmową. W 1920 nakręcił pierwsze zdjęcia Kuby z lotu ptaka. W 1921 nakręcił swój pierwszy film – Realidad. Był założycielem licznych przedsiębiorstw filmowych (m.in. Golden Sun Pictures). W sumie do 1930 wyprodukował 39 filmów, a 11 samodzielnie wyreżyserował Do jego kubańskich filmów należały m.in. Aves de paso (1921), Las cosas de mi mujer (1921), Mamá Zenobia (1921), Casados de veras (1922), Al aire libre (1924), El cobarde valeroso (1926). 
W 1930 wyreżyserował La Virgen de la Caridad – jedyny zachowany do dziś kubański niemy film pełnometrażowy.
W 1931 przeniósł się Meksyku, ale regularnie wracał na Kubę, aby tam kręcić filmy. M.in. Suecidió en la Habana (1938), El romance del palmar (1938), Una aventura peligrosa (1939). 